# Dismal Euphony
Dismal Euphony — группа из Норвегии, образованная в 1992 году. Музыка Dismal Euphony отличается разнообразием и склонностью к различным музыкальным стилям. В период с 1992 по 1993 года группа называлась The Headless Children, с 1993 по 1995 года — Carnal Tomb, с 1995 по 2001 год — Dismal Euphony. В 2001 году группа была распущена.

## История группы

### 1992—1996
История музыкального коллектива восходит к 1992 году, когда тринадцатилетние Ole K. Helgesen и Kristoffer Austrheim в городе Ставангер сформировали группу The Headless Children, исполнявшую дэт-метал. Подобное название группы было взято исходя из схожего названия одного из альбомов группы WASP, который участникам очень нравился. Где-то через две недели существования группы бал написана уже первая композиция, получившая название Close to Deth и близкая творчеству групп Kreator и Slayer, но с дэт-метал уклоном. В 1993 году к группе примыкают вокалист Эрик Борген и гитарист Kenneth Bergsagel. Тогда же название группы меняется на Carnal Tomb, а музыка начинает всё более тяготеть к блэк-метал. Под этим названием коллектив сочинил только одну композицию — Black Funeral, которая была впервые исполнена группой на рождественской вечеринке в школе. Слушатели были шокированы музыкой, а учителя подверглись оскорблениям. В адрес родителей исполнителей были направлены осуждающе-гневные письма.
После ухода Эрика Боргена в 1994 году за вокал взялся Оле Хелгесен. В этом же году в коллектив вливается девушка — вокалистка Linn Achre Tveit, взявшая себе псевдоним Keltziva. Также за клавиши встала ещё одна девушка — Elin Overskott. Наконец в 1995 году название группы изменяется на Dismal Euphony. В этом же году выходит дебютный музыкальный материал группы в виде демозаписи под названием Spellbound. Демо имело определённый успех в андерграунде и группа получила предложения от лейблов Nocturnal Art Productions, Malicious Records и Napalm Records, отдав предпочтение последнему. В музыкальном плане демо представляло собой мелодичный, атмосферный материал в стилистике блэк-метал с мужским скримингом и женским «чистым» вокалом. В 1996 году вышел дебютный полноформатный альбом группы под названием Soria Moria Slott. В альбоме стало ещё больше клавишных. В июне этого же года в родном Ставангере состоялся концерт группы с участием Theatre of Tragedy и The Morendoes.

### 1997—2001
В 1997 году выходит второй Autumn Leaves - The Rebellion of Tides, продолживший стилистику прошлых релизов, однако выведя её на более профессиональный и качественный уровень. Успех альбома способствовал заключению группы договора с крупным лейблом Nuclear Blast Records, что произошло летом 1997 года. Но зимой 1998 года из группы уходят обе девушки, в то же время у других участников начинаются личные проблемы самого различного рода, в том числе проблемы с работой. Но тем не менее 14 сентября 1998 года участники начинают запись третьего альбома All Little Devils под руководством опытного продюсера Вальдемара Сорыхты. Альбом вышел в 1999 году о лирически был концептуальным и рассказывал о разного рода психических отклонениях личности и безумии. Некоторые композиции альбома, такие как Lunatic и Victory были написаны ещё в 1996 году, большинство в 1997 и 1998 годах.
В 2000 году выходит мини-альбом Lady Ablaze, содержащий пять ранее неиздававшихся композиций. В марте этого же года в группы приходят басист Erlend Caspersen и клавишник Axel Hemriksen. В июле выходит видео группы, где можно найти три их видеоклипа. В январе 2001 года выходит Python Zero.

## Состав

### Настоящий состав
- Anja Natasha — вокалистка
- Ole K. Helgesen — вокалист/басист
- Frode Clausen — гитарист
- Kristoffer Austrheim — ударник
- Svenn-Aksel Henriksen — клавишные

### Бывшие участники
- Erik Borgen — вокал (1994—1994)
- Kenneth Bergsagel — гитара (1994)
- Linn Achre Tveit (Keltziva) — вокал (1994—1998)
- Elin Overskott † — клавишные (1994—1998) (умерла 6 сентября 2004 года от передозировки героина)
- Dag Achre Tveit (Boreas) — бас
- Erlend Caspersen — бас

## Дискография
Студийные альбомы:
- 1996 — Dismal Euphony (мини-альбом)
- 1996 — Soria Moria Slott
- 1997 — Autumn Leaves — The Rebellion of Tides
- 1999 — All Little Devils
- 2000 — Lady Ablaze (мини-альбом)
- 2001 — Python Zero

Демо-записи:
- 1995 — Spellbound (демо)